# Fernand Jaccard
Pour les articles homonymes, voir Jaccard.
Fernand Alfred Jaccard (né le 8 octobre 1907 à La Chaux-de-Fonds et mort le 15 avril 2008 à Lutry, à l'âge de 100 ans) était un joueur et entraîneur de football suisse.

## Biographie

### Joueur
Pendant sa carrière, il joua au FC Étoile-Sporting de 1924 à 1926, au CS La Tour de Peilz de 1926 à 1934, au FC Montreux-Sports de 1934 à 1935, au FC Bâle de 1935 à 1939, au FC Locarno de 1939 à 1943 et au Servette FC de 1943 à 1945.
Au niveau international, il joue à partir de 1934 avec l'équipe de Suisse et participe à la coupe du monde 1934 en Italie, où la Nati parvient jusqu'en quart-de-finale.

### Entraîneur
Après sa retraite de footballeur, il devient ensuite entraîneur de plusieurs clubs suisses à partir de la fin des années 1930. Il prend tout d'abord les rênes du FC Bâle de 1937 à 1939, avant de partir pour le FC Locarno entre 1939 et 1943. Il part ensuite s'occuper de l'équipe du Servette FC de 1943 à 1948, avant d'aller entraîner Neuchâtel Xamax de 1948 à 1952. Il va ensuite au FC Chiasso entre 1952 et 1955. Il finit sa carrière d'entraîneur au FC Lausanne-Sport où il reste deux saisons de 1955 à 1957.

## Palmarès

### Entraîneur
- Championnat suisse (1) :
  - Vainqueur : 1946